# Michael Dukakis

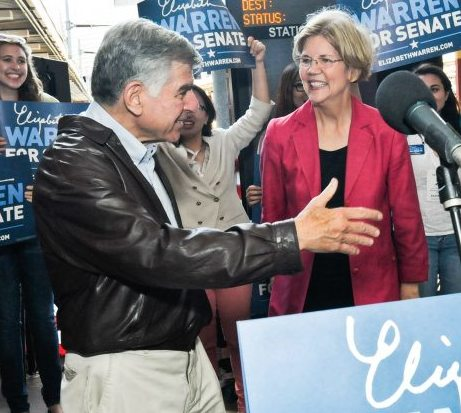
Michael Dukakis och Elizabeth Warren, 2012.

Michael Stanley Dukakis, född 3 november 1933 i Brookline, Massachusetts, är en amerikansk politiker inom Demokratiska partiet. Han var demokraternas presidentkandidat i presidentvalet 1988, men förlorade mot republikanen George H.W. Bush.
Dukakis studerade statsvetenskap vid Swarthmore College där han tog en bachelorexamen 1955. Efter militärtjänstgöring 1955-1957 läste han juridik vid Harvard University där han tog examen 1960.
Dukakis var delstaten Massachusetts guvernör 1975–1979, men förlorade Demokraternas primärval 1978 till Edward J. King. 1979-1982 undervisade Dukakis vid Harvard Universitys Kennedy School of Government. Han gjorde comeback som guvernör 1983 och satt till 1991 efter att ha blivit omvald för en ny mandatperiod. Under hans andra period som guvernör bidrog Dukakis politik till ett ekonomiskt uppsving för Massachusetts.
1987 tillkännagav han sin kandidatur inför nästa års presidentval. Efter att ha vunnit Demokraternas primärval valde han Lloyd Bentsen som vicepresidentkandidat. I valet förlorade Dukakis mot Bush med 111 elektorsröster mot 426.
Michael Dukakis är kusin med skådespelerskan Olympia Dukakis.